# Anson (Maine)
Anson – miasto w Stanach Zjednoczonych, w stanie Maine, w hrabstwie Somerset, położone na zachodnim brzegu rzeki Kennebec.